# Río Puritama
El río Puritama es un curso natural de agua que fluye en la cordillera de los Andes de la Región de Antofagasta y desemboca en la cuenca endorreica del salar de Atacama.

## Trayecto
Nace en las termas del mismo nombre, hasta su confluencia con el río Puripica para dar origen al río Vilama.
Hans Niemeyer escribe sobre el Puritama:: 173 
El río Puritama nace en los Baños de Puritama, vertiente sita a 3460 m a los pies de un grandioso anfiteatro de la Formación Altos de Pica. Unas quebradillas secas confluyen a ese punto. El río corre al oeste por unos 300 m y luego se dirige al SO. En este cambio recibe por su ribera derecha el río Agua Helada, que aporta unos 10 l/s de excelente agua. Corre luego por una quebrada profunda entre barrancos de 50 m de altura hasta el ensanchamiento de Gautin, primer lugar habitado en el Vilama. La temperatura del agua en los baños es de unos 32 °C en tanto que a las aguas del Puritama en Guatin se les ha medido 24 °C.
La quebrada de Turipita es un gran cañón labrado en tobas riolíticas. De sus paredes brotan a poca altura ojos de agua dulce que fertilizan los sembradíos a lo largo de unos doscientos metros de la quebrada.  El cauce seco se junta al Puritama por su ribera derecha, a 3200 m s. n. m. y a unos 500 m aguas arriba de Guatín.

## Caudal y régimen
El río Puritama tiene un caudal medio de 400 l/s: 174  en su origen.

## Historia
Luis Risopatrón escribió en 1924 en su obra Diccionario Jeográfico de Chile sobre el río y los baños:
Puritama (Rio) 22° 44' 68° 04' Nace de los ojos o baños del mismo nombre i corre al S W en una quebrada en que se encuentra pasto, cortadera i leña, labrada en un lomaje traquitico, con barrancas de '30 a 60 m de altura; se junta en Guátin, donde se le ha medido 24,5° C de temperatura, con el rio Puripica, de aguas menos duras i de un caudal 10 veces menor. 1, x, p. 60: 116, p. 116; 134; i 156; i quebrada de Purilama en 161, i, p. 139 i 140.
Puritama (Baños de) 22° 43'68° 04' Se encuentran a unos 3 500 m de altitud, en la- cabecera de una quebrada lateral de un par de kilómetros de largo, llena de grandes peñascos traquíticos caídos, entre los que vierte el agua a 32,5° C de temperatura i a cuyo pié se ha labrado una poza de unos 5 m de diámetro, mui concurrida por los dolientes de enfermedades venéreas i reumáticas, de los villorrios de San Pedro de Atacama i Toconao; el desahue de la poza forma un riachuelo de 1 m de ancho i 0,5 m de hondura, que se precipita en espumosa carrera i al que se le junta después de un corto trecho, el rio de La Escalera, con el que forma el de Puritama. 1, x. p. 60 i caria de Bertrand (1884); 63, p. 116; 98, i, p. 241: i iii. p. 153 i carta de San Román (1892); 116, p. 116 i 172; 134; 155, p. 600; i 156; de Puritana en 116, p. 388; terma de Purilama en 161, i, p. 139; i termas Baños de Puritana en 68, p: 37.

## Población, economía y ecología
Las Termas Baños del mismo nombre le da origen al río Puritama, sus aguas son tibias tiene una alta temperatura. 